# Bazer Sakhra
Bazer Sakhra (în arabă بازر الصخرة) este o comună din provincia Sétif, Algeria.
Populația comunei este de 27.996 de locuitori (2008).